# Queen Mary's Peak
Queen Mary's Peak er bjergtoppen på øen Tristan da Cunha i den sydlige del af Atlanterhavet. Bjerget har en højde på 2.062 m.o.h. og navngivet efter Mary af Teck. Det er det højeste punkt i det britiske oversøiske territorium Sankt Helena, Ascension og Tristan da Cunha.
Bjerget er højdepunktet på den massive skjoldvulkan, som danner øen. Et 300 meter bredt vulkankrater dækker toppen, og det indeholder en hjerteformet kratersø. Søen er normalt frosset til om vinteren, og de øverste skråninger af vulkanen er dækket af sne. De eneste registrerede udbrud fandt sted i 1962 på nordkysten af øen. Hele øsamfundet måtte evakueres.